# Piotr Pełka
Piotr Pełka (ur. 31 stycznia 1896 w Stróżewku, zm. 20-22 kwietnia 1940 w Katyniu) – kapitan administracji (piechoty) Wojska Polskiego, działacz niepodległościowy, kawaler Orderu Virtuti Militari, ofiara zbrodni katyńskiej.

## Życiorys
Syn Antoniego i Józefy z Chmurzyńskich urodzony 31 stycznia 1896 we wsi Stróżewko, w ówczesnym powiecie płockim guberni płockiej. Miał dwóch braci, z których jeden walczył podczas I wojny światowej w armii francuskiej, a drugi w armii rosyjskiej.
Uczęszczał do szkoły powszechnej w Rogozinie. W 1905 wziął czynny udział w strajku szkolnym, za co został usunięty ze szkoły. W 1908 zdał egzamin do II klasy i został przyjęty do Gimnazjum Męskiego w Płocku. Członek Strzelca i Polskiej Organizacji Wojskowej w Płocku. W styczniu 1918 wstąpił do Polskiej Siły Zbrojnej. Od 10 lutego do 9 listopada 1918 był uczniem klasy „D” Szkoły Podchorążych w Ostrowi Mazowieckiej. W listopadzie 1918, po egzaminach, wziął udział w rozbrajaniu Niemców. Przydzielony do grodzieńskiego pułku strzelców pełni służbę na stanowisku młodszego oficera szkoły podoficerskiej. Wziął udział w wojnie z bolszewikami. Wyróżnił się 19 kwietnia 1919 w bitwie pod Stołowiczami, w której zdobył ciężki karabin maszynowy za co później został odznaczony Krzyżem Walecznych. W 1920 walczył nad Berezyną, w bitwie pod Radzyminem i bitwie nad Niemnem, a za wykazane męstwo został odznaczony Krzyżem Srebrnym Orderu Virtuti Militari.
Po zakończeniu działań pozostał w wojsku jako oficer zawodowy i kontynuował służbę w macierzystym pułku, który został przemianowany na 81 pułk piechoty i stacjonował w garnizonie Grodno. W 1925 został przeniesiony do Korpusu Kadetów Nr 2 w Modlinie (od 1926 w Chełmnie). 19 marca 1928 został mianowany na stopień kapitana ze starszeństwem z 1 stycznia 1928 i 199. lokatą w korpusie oficerów piechoty. W roku szkolnym 1929/30 pełnił służbę w batalionie szkolnym na stanowisku oficera wychowawczego 3. kompanii. W marcu 1931 został przeniesiony do 23 pułku piechoty we Włodzimierzu na stanowisko dowódcy kompanii. W 1934 przeniesiony na stanowisko zastępcy kierownika referatu ochrony w Samodzielnym Referacie Informacyjnym Dowództwa Okręgu Korpusu Nr II w Lublinie. W 1938 był już w korpusie oficerów administracji, grupa administracyjna. Na stanowisku kierownika referatu SRI DOK II pozostawał co najmniej do marca 1939.
Po wybuchu II wojny światowej i agresji ZSRR na Polskę z 17 września 1939, dostał się do niewoli sowieckiej. Według stanu z grudnia 1939 był jeńcem obozu w Kozielsku. Między 19 a 21 kwietnia 1940 przekazany do dyspozycji naczelnika Zarządu NKWD Obwodu Smoleńskiego – lista wywózkowa nr 036/4 z 16 kwietnia 1940, pozycja 16. Został zamordowany między 20 a 22 kwietnia 1940 w lesie katyńskim przez funkcjonariuszy Obwodowego Zarządu NKWD w Smoleńsku oraz pracowników NKWD przybyłych z Moskwy na mocy decyzji Biura Politycznego KC WKP(b) z 5 marca 1940. Ofiary tej zbrodni grzebano w bezimiennych mogiłach zbiorowych, gdzie od 28 lipca 2000 mieści się oficjalnie Polski Cmentarz Wojenny w Katyniu. W miejscu tym prowadzone były ekshumacje i prace archeologiczne. W 1943 jego ciało zostało zidentyfikowane w toku ekshumacji nadzorowanych przez Niemców pod numerem 822 – dosł. określony jako Pelka Piotr (raport dzienny z 4 maja 1943). Przy jego szczątkach znaleziono: odznaczenie, legitymację Virtuti Militari, legitymację służbową, dowód osobisty, złote zęby, wizytówkę, kartę sczepienia nr 2886, cztery fotografie oraz list od żony nadany do Kozielska. Figuruje na liście Komisji Technicznej PCK pod numerem 0822. 
5 października 2007 minister obrony narodowej Aleksander Szczygło mianował go pośmiertnie na stopień majora. Awans został ogłoszony 9 listopada 2007 w Warszawie, w trakcie uroczystości „Katyń Pamiętamy – Uczcijmy Pamięć Bohaterów”.
Był żonaty z Antoniną Helkówną, z którą miał synów Lecha Olgierda (ur. 18 stycznia 1922) i Jerzego Stefana (ur. 22 lutego 1923).

## Ordery i odznaczenia
- Krzyż Srebrny Orderu Wojskowego Virtuti Militari nr 3754 – 1922[11][36]
- Krzyż Walecznych czterokrotnie[37][38]
- Medal Niepodległości – 23 grudnia 1933 „za pracę w dziele odzyskania niepodległości”[39][40]
- Srebrny Krzyż Zasługi – 1938[41]
- Medal Pamiątkowy za Wojnę 1918–1921
- Medal Dziesięciolecia Odzyskanej Niepodległości